# アランサス郡 (テキサス州)
アランサス郡（アランサスぐん、英: Aransas County）は、アメリカ合衆国テキサス州の南東部に位置する郡である。2010年国勢調査での人口は23,158人であり、2000年の22,497人から2.9％増加した。郡庁所在地はロックポート市（人口8,766人）であり、同郡で人口最大の都市でもある。アランサス郡は1871年にレフュリオ郡から分離して設立され、郡名はテキサス初期にあったスペインの前進基地リオ・ヌエストラ・セニョーラ・デ・アランサスに因んで名付けられた。
アランサス郡はコーパスクリスティ大都市圏に属している。

## 歴史
アランサス郡は1871年にレフュリオ郡から分離して設立され、郡名はテキサス初期にあったスペインの前進基地リオ・ニュエストラ・セニョーラ・デ・アランサスに因んで名付けられた。
この地を最初に目視したヨーロッパ人は、1519年夏にテキサス海岸にそって航海したアロンソ・アルバレス・デ・ピネダであり、アランサス湾も発見していた。

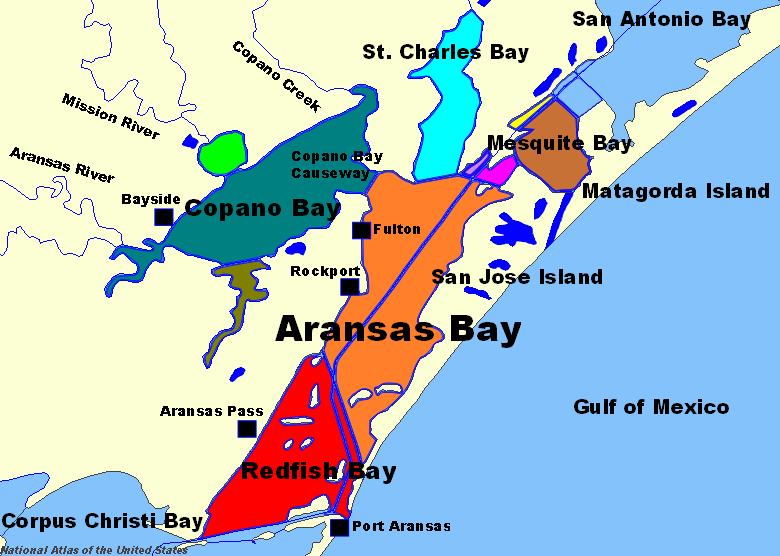
アランサス湾付近図

## 地理
アメリカ合衆国国勢調査局に拠れば、郡域全面積は528平方マイル (1,367.7 km2)であり、このうち陸地252平方マイル (652.7 km2)、水域は276平方マイル (714.8 km2)で水域率は52.29％である。

### 主要高規格道路
- テキサス州道35号線
- テキサス州道188号線

### 隣接する郡
- カルフーン郡 - 北東
- メキシコ湾 - 南東
- ニュエセス郡 - 南
- サンパトリシオ郡 - 西
- レフュリオ郡 - 北西

### 国立保護地域
- アランサス国立野生生物保護区（部分）

## 人口動態
以下は2000年の国勢調査による人口統計データである。
| 基礎データ - 人口: 22,497人 - 世帯数: 9,132 世帯 - 家族数: 6,401 家族 - 人口密度: 34人/km2（89人/mi2） - 住居数: 12,848軒 - 住居密度: 20軒/km2（51軒/mi2） 人種別人口構成 - 白人: 87.44% - アフリカン・アメリカン: 1.43% - ネイティブ・アメリカン: 0.58% - アジア人: 2.72% - 太平洋諸島系: 0.05% - その他の人種: 5.33% - 混血: 2.39% - ヒスパニック・ラテン系: 20.32% 年齢別人口構成 - 18歳未満: 23.8% - 18-24歳: 6.2% - 25-44歳: 23.2% - 45-64歳: 27.1% - 65歳以上: 19.7% - 年齢の中央値: 43歳 - 性比（女性100人あたり男性の人口） - 総人口: 98.9 - 18歳以上: 95.5 | 世帯と家族（対世帯数） - 18歳未満の子供がいる: 27.0% - 結婚・同居している夫婦: 57.0% - 未婚・離婚・死別女性が世帯主: 9.4% - 非家族世帯: 29.9% - 単身世帯: 25.3% - 65歳以上の老人1人暮らし: 11.6% - 平均構成人数 - 世帯: 2.43人 - 家族: 2.90人 収入と家計 - 収入の中央値 - 世帯: 30,702米ドル - 家族: 34,915米ドル - 性別 - 男性: 31,597米ドル - 女性: 20,289米ドル - 人口1人あたり収入: 18,560米ドル - 貧困線以下 - 対人口: 19.9% - 対家族数: 15.5% - 18歳未満: 31.0% - 65歳以上: 10.2% |

## 都市と町
- アランサスパス
- ロックポート - 郡庁所在地

### 町
- フルトン

### 未編入の町
- ホリディビーチ
- ラマー

## 教育
アランサス郡大半（ロックポート市とフルトン町を含む）の公共教育はアランサス郡独立教育学区が管轄している。
アランサスパスなどは事実上郡外であり、アランサスパス独立教育学区が管轄している。

## 交通
アランサス郡空港がロックポートのきた、フルトン町内にある。